# SMGCS
Een Surface Movement Guidance and Control System of kortweg SMGCS is een radarsysteem dat specifiek bedoeld is om al het verkeer op een luchthaven in de gaten te houden en te begeleiden. Hierbij moet dan niet alleen gedacht worden aan taxiënde vliegtuigen, maar ook aan allerlei andere voertuigen zoals vliegtuigslepers, verrijdbare trappen, tankauto's, bagagetreintjes, cateringwagens, passagiersbussen, brandweerwagens, auto's van de vogelwacht, van de technische dienst, en wat er allemaal al niet meer kan rijden op een luchthaven.
Bijna alle verkeer op een luchthaven, dat mogelijk het pad van een taxiënd vliegtuig zou kunnen kruisen, heeft toestemming nodig van de luchtverkeersleiding om zich op de airside van de luchthaven te begeven. Om de luchtverkeersleider bij het begeleiden van dit verkeer en van de vliegtuigen behulpzaam te zijn, is de SMGCS ontwikkeld. Dusdanig wordt de veiligheid van mensen, verkeer en vliegtuigen op de landingsbaan, taxibanen, het platform en de opstelplaatsen van vliegtuigen zo goed mogelijk gewaarborgd.
Een SMGCS radar kijkt, in tegenstelling tot zogenoemde en route radars, niet in de lucht maar op de grond. Daarom worden er andere eisen aan gesteld. Zo hoeft de maximale afstand waarop de radar kan kijken niet erg groot te zijn. De resolutie echter dient veel beter te zijn dan voor en route radars.